# 塚本勝一
塚本 勝一（つかもと かついち、1921年9月19日 - 2015年7月24日）は、日本の陸軍軍人、陸上自衛官。第12代西部方面総監。

## 経歴
1921年、兵庫県生まれ。1940年、陸軍士官学校54期卒業。1945年、陸軍大学校60期優等卒業。
1951年、警察予備隊入隊。1955年、アメリカ陸軍歩兵学校通信将校課程留学。1959年、イギリス陸軍大学校留学（～60年）。1962年、第11普通科連隊副連隊長（3月16日～1963年3月15日）。1963年、第11普通科連隊長（3月16日～1964年7月15日まで）。1967年、初代在韓日本大使館防衛駐在官・1等書記官（～71年）。1971年、陸上幕僚監部第2部（現運用支援・情報部）部長（～73年）。
1973年、陸将に昇任、陸上自衛隊通信学校校長（～74年）。1974年、陸上幕僚副長。1976年、第12代西部方面総監に就任。
1978年、退官。
1979年、産経新聞客員論説委員（～87年）。
1986年、平和・安全保障研究所理事、理事長をつとめる（～2003年）。1991年、勲三等旭日中綬章を受章。
2015年、老衰のため死去。93歳没。叙正四位。

## 著作
- 『朝鮮半島と日本の安全保障』朝雲新聞社、1978年。
- 『現代の諜報戦争』三天書房、1986年。
- 『超軍事国家――北朝鮮軍事史』亜紀書房、1988年。
- 『自衛隊の情報戦―陸幕第二部長の回想』草思社、2008年。
- 『北朝鮮――軍と政治』原書房、2012年。